# 7851 Azumino
7851 Azumino este un asteroid din centura principală de asteroizi.

## Descriere
7851 Azumino este un asteroid din centura principală de asteroizi. A fost descoperit pe 29 decembrie 1996 la Chichibu de Naoto Satō. El prezintă o orbită caracterizată de o semiaxă mare de 2,20 ua, o excentricitate de 0,16 și o înclinație de 5,0° în raport cu ecliptica.